# Zottige Primel
Die Zottige Primel (Primula villosa) ist eine Pflanzenart, die zur Gattung der Primeln (Primula) innerhalb der Familie der Primelgewächse (Primulaceae) gehört.

## Beschreibung

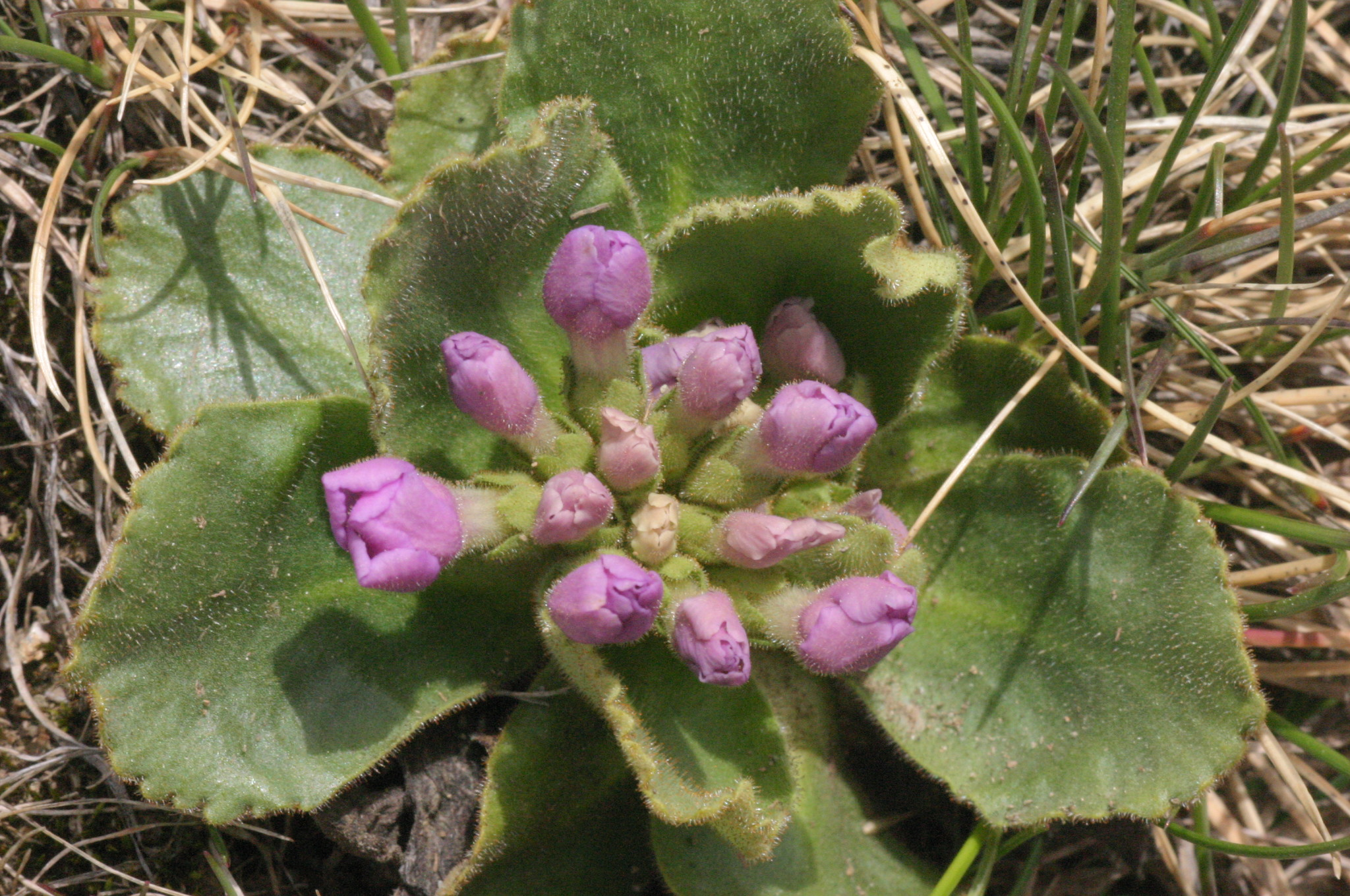
Blattrosette und knospiger Blütenstand

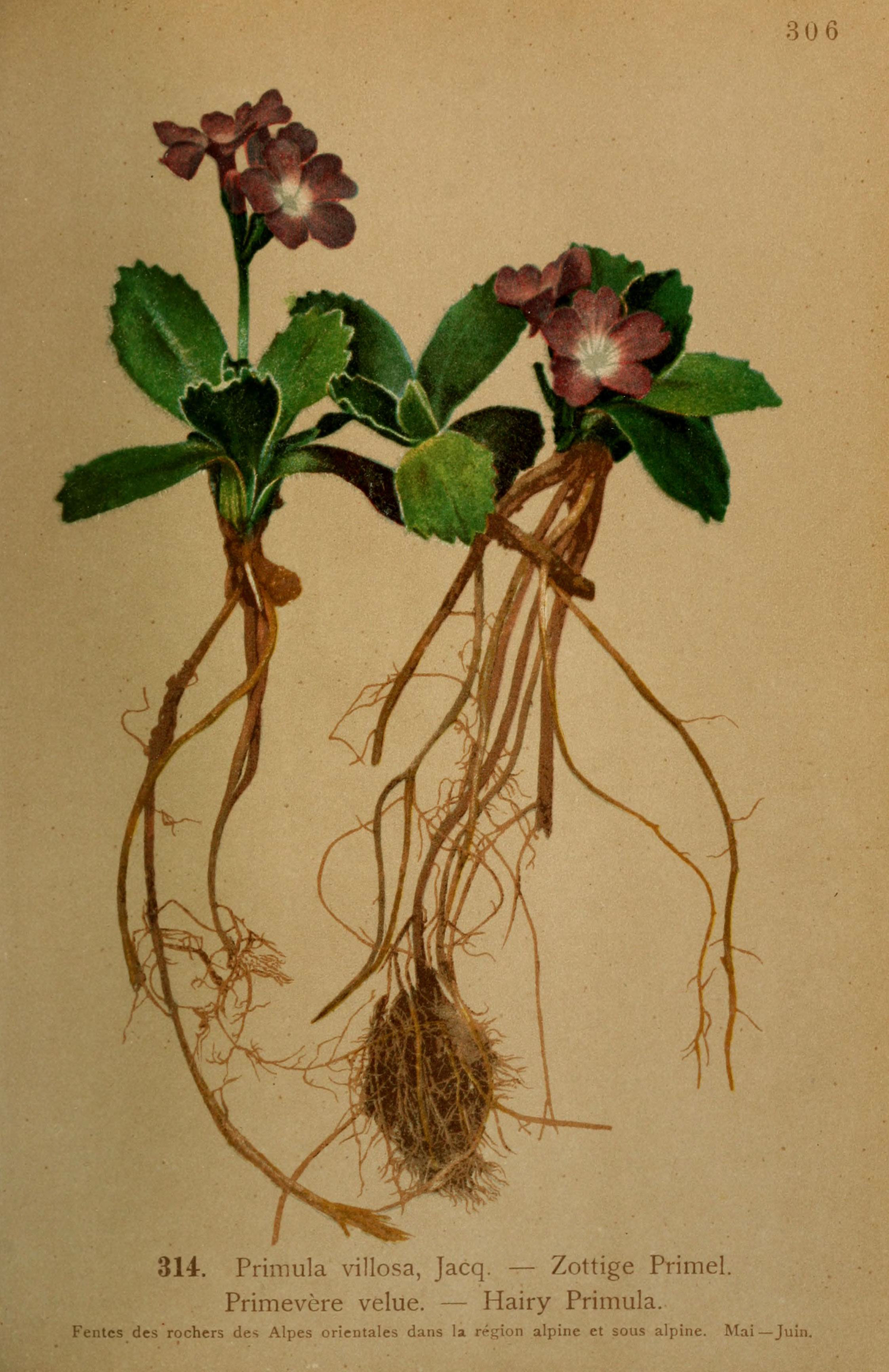
Illustration aus Atlas de la flora alpine, Tafel 314; mit unter- und oberirdischen Pflanzenteilen

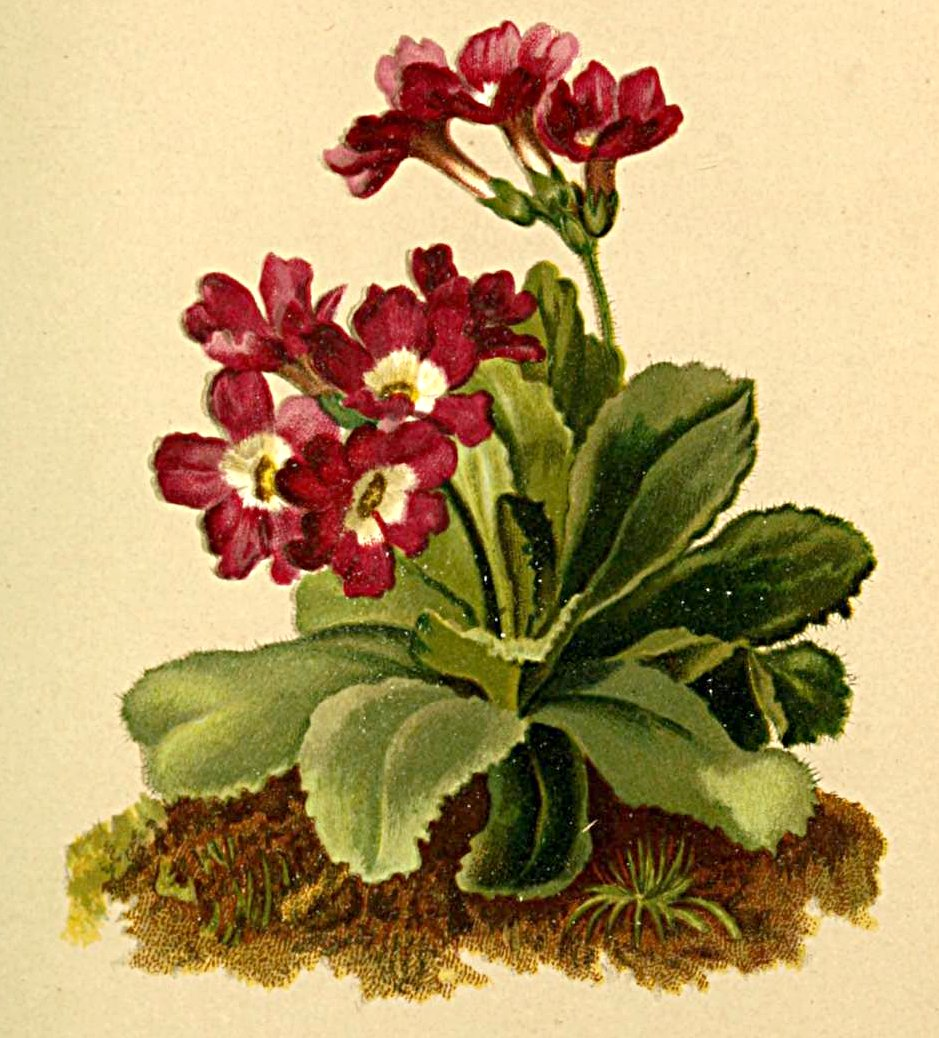
Illustration in Anton Hartinger: Atlas der Alpenflora, 1882

### Vegetative Merkmale
Die Zottige Primel ist eine ausdauernde krautige Pflanze und erreicht Wuchshöhen von 5 bis 15 Zentimetern. Stängel und Laubblätter sind dicht mit klebrigen, rotköpfigen und bis zu 1 Millimeter langen Drüsenhaaren bedeckt.
Alle Laubblätter sind in einer grundständigen Rosette angeordnet. Die einfache, fleischige Blattspreite ist bei einer Länge von 3 bis 17 Zentimetern sowie einer Breite von 1 bis 4 Zentimetern schmal- bis breit-eiförmig und gegen das obere Ende hin meistens schwach gezähnt. 

### Generative Merkmale
Die Blütezeit reicht von April bis Juni. In einem endständigen, doldigen Blütenstand sitzen zwei bis fünf gestielte Blüten zusammen. Die Tragblätter sind grün oder häutig, breit-eiförmig und kürzer als die Blütenstiele. Die Blütenstiele sind 2 bis 7 Millimeter lang.
Die zwittrige Blüte ist radiärsymmetrisch und fünfzählig mit doppelter Blütenhülle. Die fünf 3 bis 6,5 Millimeter langen Kelchblätter sind glockenförmig verwachsen. Die fünf Kelchzähne sind kurz und dreieckig. Die Kronröhre ist 8 bis 12 Millimeter lang und damit zwei- bis dreimal so lang wie der Kelch. Die Krone weist einen Durchmesser von 15 bis 30 Millimeter auf und ist rosa- bis lilafarben mit einem weißen Schlund sowie ausgerandeten, trichterförmig ausgebreiteten Kronlappen.
Die [Kapselfrucht] ist 5 bis 7 Millimeter lang.
Die Chromosomenzahl beträgt 2n = 62 oder 64.

## Vorkommen
Das disjunkte Areal besteht aus den beiden weit auseinander liegende Gebieten, die Norischen Alpen und die Cottischen Alpen. Die Zottige Primel gedeiht überwiegend subalpinen Höhenstufe in Höhenlagen von 1500 bis 2200 Meter auf Felsen und steinigen Rasen über Silikat.

## Taxonomie und Systematik
Die Erstveröffentlichung von Primula villosa erfolgte 1778 durch Franz Xaver von Wulfen in Nikolaus Joseph von Jacquins Flora Austriaca, Band 5, S. 41. Ein Synonyme für Primula villosa Wulfen ist Primula cottia Widmer.
Nach Zhang und Kadereit gibt es die folgenden Unterarten:
- Primula villosa subsp. villosa: Die längsten Drüsenhaare auf der Oberseite der Blätter sind länger als 0,5 Millimeter.[5]
- Primula villosa subsp. commutata (Schott) Widmer (Syn.: Primula commutata Schott): Die Blätter sind bis 17 Zentimeter lang und bis 4 Zentimeter breit.[5]
- Primula villosa subsp. irmingardis A.Kress: Die längsten Drüsenhaare der Blätter sind kürzer als 0,3 Millimeter. Diese Unterart ist nur von der Stubalpe in der Steiermark bekannt. Kress hat sie 1981 nach seiner Frau Irmingard Kress benannt.[5]
- Primula villosa subsp. infecta A.Kress: Sie kommt nur in Italien bei Vercelli vor.[5]